# Ibn Abi Zarʿ
Abū l-Ḥasan ʿAlī b. ʿAbd Allāh b. Abī Zarʿ al-Fāsī (in arabo أبو الحسن علي بن أبي زرع الفاسي‎?; Fès ?, ... – 1326 circa) è stato uno storico arabo maghrebino.
Autore di un'opera storica assai diffusa, intitolata Rawḍ al-qirṭās (La rosa di carta), scritta, si dice, su esortazione del sultano merinide Abū Saʿīd ʿUthmān II.
Il suo nasab è a volte indicato come ibn ʿAbd Allāh ibn Abī Zarʿ oppure ibn Muḥammad ibn Aḥmad ibn ʿUmar ibn Abī Zarʿ. Non è chiaro se egli fosse nativo di Fès (attuale Marocco), cosa probabile, oppure se la sua nisba sia dovuta al fatto di essersi occupato di tale città. Il titolo completo del suo capolavoro storico è infatti  al-Anīs al-muṭrib bi-rawḍ al-qirṭās fī akhbār mulūk al-Maghrib wa taʾrīkh madīnat Fās (الأنيس المطرب بروض القرطاس في أخبار ملوك المغرب ﻭ تاريخ مدينة فاس, "Il piacevole compagno della rosa di carta circa le informazioni sui sovrani del Maghreb e la storia della città di Fez"), che dal 762 si spinge fino al 1326, parlando di Idrisidi, Maghrāwa, Banū Ifran, Almoravidi, Almohadi e Merinidi.